# جان همبرغر
جان همبرغر (بالفرنسية: Jean Hamburger)‏ هو طبيب وكاتب طبي فرنسي، ولد في 15 يوليو 1909 في الدائرة الثامنة في باريس في فرنسا، وتوفي في 1 فبراير 1992 في الدائرة الثامنة عشرة في باريس في فرنسا.